# Saint-Vinage de Boulbon
Le Saint-Vinage de Boulbon est une fête mi-bacchique, mi-catholique qui se déroule en la chapelle Saint-Marcellin de Boulbon, dans les Bouches-du-Rhône. Elle est placée sous le patronage de saint Marcellin réputé être aussi « bon pèr l'aigo et bon pèr lou vin ».

## Un Marcellin inclassable
Ce Marcellin, dit de Rome, est fêté le 15 juin.
Or Marcellin († 304), évêque de Rome de 296 à 304, 29e pape selon la tradition, est fêté le 24 octobre. 
Un autre Marcellin, martyr à Rome, l'est le 2 juin, tandis que le Marcellin du VIe siècle, sur lequel on ne sait rien, a sa fête le 9 janvier. 
Il pourrait plus vraisemblablement s'agir de Marcellin d'Embrun († 374), évêque d'Embrun, mais celui-ci est honoré le 20 avril. 
Enfin, en se basant sur le traditionnel bœuf en daube dégusté lors de la « Fête des tripettes » de Barjols, Fernand Benoit suggère qu'il pourrait s'agir de Marcel, évêque de Die vers 463, patron de la ville de Barjols où l'on célèbre cette fête en son honneur depuis 1350.

## Le vin des malades
Les festivités commencent le 1er juin, à la tombée de la nuit, et excluent toute présence féminine. Seuls les hommes s'entassent dans la chapelle de saint Marcellin, une bouteille emplie de vin à la main. Le garde champêtre de la commune est chargé d'apporter un panier plein de litres de vin réservés au clergé et à la municipalité. Lors de la messe sont lues les « Noces de Cana », tirées de l'Évangile selon Jean, puis le prêtre se doit d'annoncer : « Durbès vosti fiolo pèr la benedicioun dou vin di malaut ». À ce signal, tous les hommes brandissent leur bouteille pour la bénédiction puis en boivent une rasade car ce vin est devenu souverain contre toute maladie.

## Les origines lointaines de la chapelle Saint-Marcellin

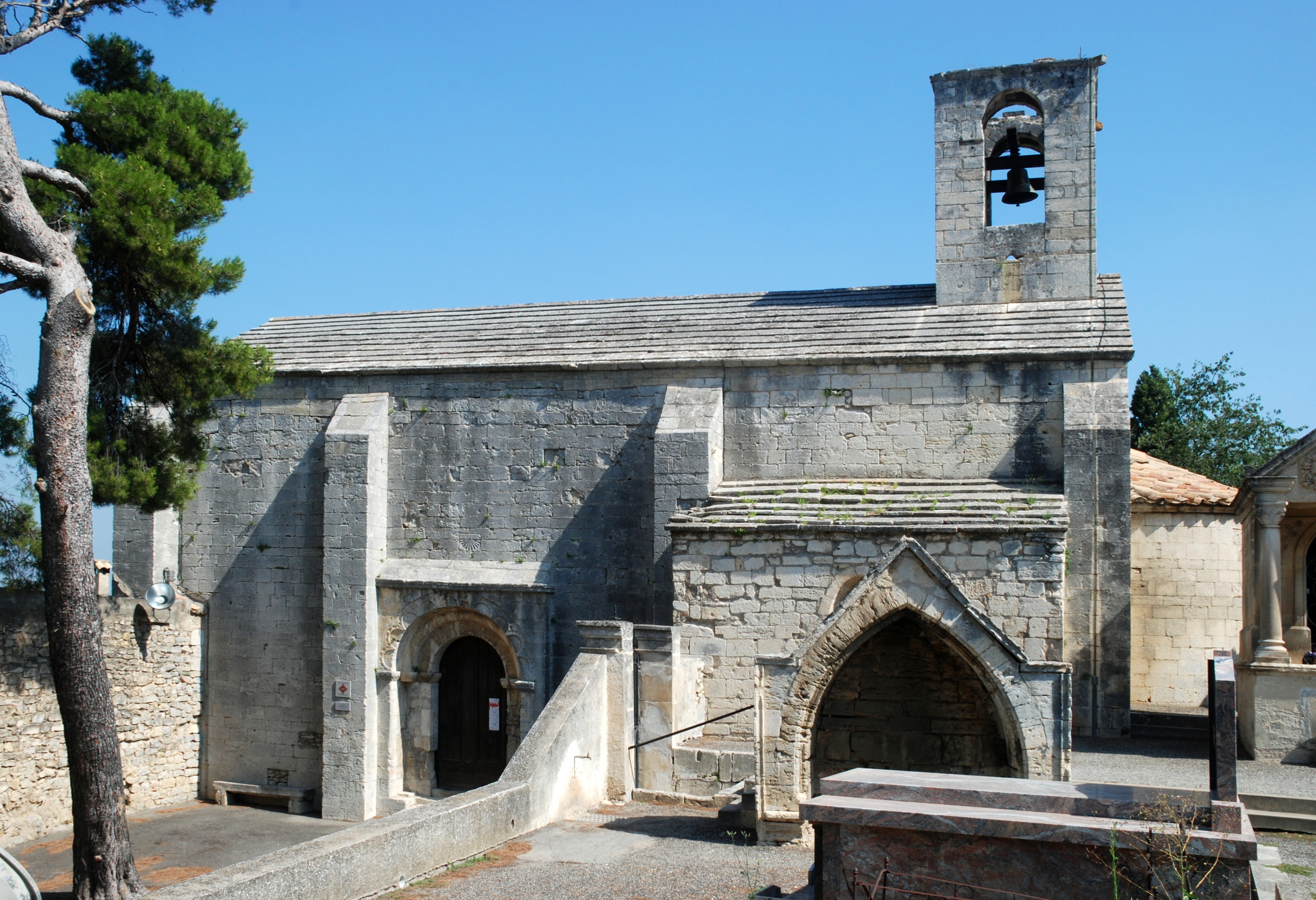
La chapelle Saint-Marcellin de Boulbon.

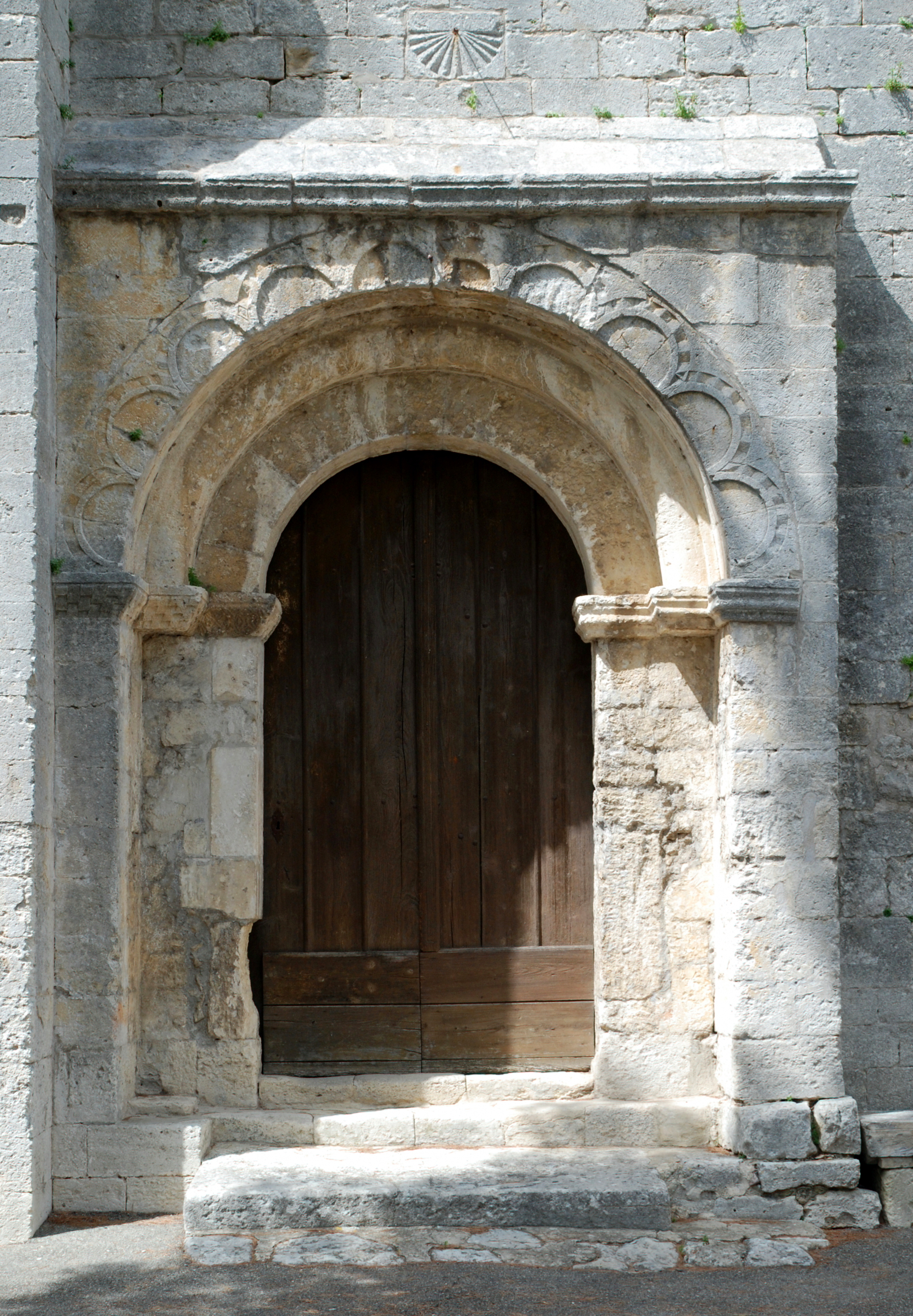
Le portail à archivolte polylobée.

Ce prieuré de l’abbaye de Cendrars est attesté dès 1198. Mais sa fondation remonte plus loin. Sur le contrefort droit de l’édifice est gravée la date de 1175 qui doit correspondre à sa consécration. De plus, sur sa façade occidentale, existent des éléments d’un mur pré-roman en particulier la fenêtre haute. C’est une baie géminée, taillée dans un bloc monolithique. Elle est ornée d’un chrisme, d’une main bénissante et d’un agneau crucifère. L’actuel lieu de culte, daté du XIIe siècle a donc succédé à un édifice beaucoup plus ancien. 
Il est donc plausible que le culte à saint Marcellin et le Saint-Vinage soient antérieurs à l’époque romane et puissent remonter au haut Moyen Age. Frédéric Mistral y voyait, quant à lui, une réminiscence d'un culte bachique. Il pourrait se situer dans la droite ligne de ces « messes à Bacchus » encore célébrées en Bourgogne au cours de la période médiévale. 